# Roosendaal
Roosendaal là một thành phố Hà Lan. Thành phố nằm trong tỉnh Noord-Brabant. Thành phố Roosendaal có dân số người, diện tích km2. Cùng với Nispen hai đơn vị này đã từng là một khu tự quản với tên Roosendaal en Nispen. Từ ngày 1 tháng 1 năm 1997, hai đô thị Roosendaal en Nispen và Wouw đã được nhập vào một khu tự quản với tên Roosendaal.

## Các trung tâm dân cư
- Roosendaal (dân số: 66.760)
- Wouw (4.920)
- Heerle (1.900)
- Nispen (1.440)
- Wouwse Plantage (1.230)
- Moerstraten (660)